# Consorzio RFX
Il Consorzio RFX è stato fondato nel 1996 a Padova per promuovere la cooperazione tra centri di ricerca, aziende ed industrie nello sviluppo di soluzioni tecnologiche nell'ambito della ricerca scientifica per la fusione termonucleare controllata.

## Storia
Sin dal 1958 a Padova un piccolo gruppo universitario portava avanti studi nell'ambito della fusione nucleare.
Da quel iniziale gruppo negli anni settanta prese il via un centro di ricerca del Consiglio Nazionale delle Ricerche (CNR) che ha operato all'interno del Programma Europeo di ricerca.
Gli esperimenti ben presto si concentrarono sulla configurazione in strizione a campo rovesciato che mostrava risultati promettenti in termini di stabilità delle condizioni del plasma e portarono al consolidarsi di collaborazioni internazionali con altri laboratori impegnati in quel periodo nello stesso campo di studi, come il Centro di Ricerca di Culham e il Los Alamos National Laboratory; nello stesso periodo si rese evidente la necessità di realizzare una macchina di dimensioni maggiori con il quale portare avanti gli esperimenti nella configurazione Reversed Field Pinch.
Nel 1984 venne approvato il Reversed Field eXperiment (RFX) con il supporto  dell'Euratom nel finanziamento della progettazione e costruzione della  macchina, che si concluse nel 1991, la cui fase sperimentale prese il via nel 1992.
Nel 1996 fu fondato il Consorzio RFX, una organizzazione scientifica promossa da CNR, ENEA, Università di Padova, INFN e Acciaierie Venete, con lo scopo di portare avanti gli esperimenti, le modifiche ed i potenziamenti della macchina usata per RFX.
Dal 2012 il consorzio è anche impegnato, per conto del EFDA (adesso EUROfusion) e del progetto internazionale ITER, nello sviluppo e costruzione di un prototipo di iniettore di particelle neutre per il riscaldamento del plasma all'interno di un reattore Tokamak

## Contributo al progetto ITER
Nell'ambito dell'accordo siglato nel 2012, il Consorzio RFX sta sviluppando, realizzando e testando due componenti dei futuri iniettori di particelle neutre  all'interno del NTBF, acronimo di "Neutral Beam Test Facility", una struttura appositamente realizzata per effettuare gli esperimenti sui componenti in un sito di due ettari alle porte di Padova. 
Questi prototipi hanno lo scopo di provare la  realizzabilità, l'affidabilità e l'efficacia dei futuri iniettori che verranno usati nel progetto ITER.
La progettazione e la realizzazione del sito di test NTBF rientrano all'interno del PRIMA, acronimo di "Padova Research on ITER Megavolt Accelerator"  e ha previsto, oltre alla realizzazione della struttura in cui ospitare gli esperimenti e dell'impiantistica elettrica necessaria ad alimentare la struttura ed i componenti, anche la realizzazione di un impianto di raffreddamento ad acqua raccolta in una cisterna sotterranea da 850 m³ e torri di raffreddamento a 24 MW.

### SPIDER
SPIDER è l'acronimo di "Source for the Production of Ions of Deuterium Extracted from a Radio frequency plasma", il prototipo della sorgente di ioni da usare per l'iniettore, ha le stesse dimensioni di quelli che verranno usati per l'iniettore di ITER e sarà in grado di operare alla massima potenza per 3600 s generando un fascio di 6 MW. Alla sua realizzazione hanno partecipato 20 aziende tramite appalti e contratti diretti ed un centinaio di subappaltatori, per un valore totale di 62 Milioni €.
Il design dei componenti è stato concluso nel 2011 mentre la realizzazione è  partita l'anno successivo per concludersi nel 2017 con l'inaugurazione e l'avvio della fase sperimentale nel 11 giugno 2018.
Il primo fascio è stato emesso il 24 maggio 2019.

### MITICA
MITICA è l'acronimo di "Megavolt ITER Injector and Concept Advancement" il prototipo, in scala reale, del vero e proprio iniettore di particelle neutre che verrà usato in ITER.
La progettazione di tutti i componenti si è conclusa agli inizi del 2016 mentre l'installazione e collaudo della rete di approvvigionamento elettrico si è conclusa due anni dopo; la realizzazione della sorgente del fascio si è avviata in Europa nella seconda metà del 2018 mentre la fase sperimentale è pianificata cominciare nel 2022.